# Liste du patrimoine culturel immatériel de l'humanité en Géorgie
Cet article recense les pratiques inscrites au patrimoine culturel immatériel en Géorgie.

## Statistiques
La Géorgie a ratifié la convention pour la sauvegarde du patrimoine culturel immatériel le 18 mars 2008. La première pratique protégée est inscrite en 2008.
En 2018, la Géorgie compte 4 éléments inscrits au patrimoine culturel immatériel, tous sur la liste représentative.

## Listes

### Liste représentative
Les éléments suivants sont inscrits sur la liste représentative du patrimoine culturel immatériel de l'humanité :
| Élément                                                                           | Type                                         | Subdivision | Année | Lien  | Notes | Illus. |
| --------------------------------------------------------------------------------- | -------------------------------------------- | ----------- | ----- | ----- | ----- | ------ |
| Le chant polyphonique géorgien                                                    | arts du spectacle                            |             | 2008  | 00008 |       |        |
| La méthode géorgienne de vinification à l'ancienne dans des kvevris traditionnels | savoir-faire liés à l’artisanat traditionnel |             | 2013  | 00870 |       |        |
| La culture vivante des trois systèmes d'écriture de l'alphabet géorgien           | savoir-faire liés à l’artisanat traditionnel |             | 2016  | 01205 |       |        |
| Le chidaoba, lutte en Géorgie                                                     | savoir-faire liés à l’artisanat traditionnel |             | 2018  | 01371 |       |        |

### Patrimoine immatériel nécessitant une sauvegarde urgente
La Géorgie ne compte aucun élément listé sur la liste du patrimoine immatériel nécessitant une sauvegarde urgente.

### Registre des meilleures pratiques de sauvegarde
La Géorgie ne compte aucune pratique listée au registre des meilleures pratiques de sauvegarde.